# 1962年馬來亞公開羽球錦標賽
1962年馬來亞公開羽球錦標賽，是第21屆馬來亞公開羽球錦標賽。本屆賽事於1962年9月7日-9月9日在馬來亞聯合邦的馬六甲舉行。

## 優勝者
本屆各項目冠亞軍如下：
| 項目     | 冠軍          | 亞軍          |
| -------- | ------------- | ------------- |
| 男子單打 | 查龍·瓦達那信 | 陳楚勇        |
| 女子單打 | 陳玉美        | 梅心桂        |
| 男子雙打 | 伍文美 陳貽權 | 鄭求山 蔡清泉 |
| 女子雙打 | 陳玉美 伍美玲 | 郭麗英 龔安妮 |
| 混合雙打 | 鄭求山 伍美玲 | 伍文美 陳玉英 |